# حصن كلاي
حصن كلاي في بلدة سان دوني الإيطالية، يطل على دورا بالتيا ((بالفرنسية: Doire baltée)‏)وهو نهرا في وادي أوستا، شمال غرب إيطاليا. فإنه ينتمي إلى ما يسمى بالنمط الاولي للقلعة، ويتألف من برج (حصن) محاط بجدار. ترتفع أنقاضه من قاع من الصخور المتحولة، على حافة خط صدع يمتد إلى قلعة كوارت.

## تاريخ
لقد تم ذكر كلاي لأول مرة في وثيقة من عام 1207، حيث تم توثيقها من خلال «كنيسة القديس موريس (Saint Maurice) دي كاسترو كليو» ضمن سلع نائب سان جي، في فيريس،  ولكن تم تعديل تاريخ البناء إلى 1027 باستخدام تحليل حلقات الشجرة في أخشابها (علم تحديد أعمار الأشجار). وفي الأصل هي إقطاعية محتفظ بها من مقاطعة سافوي، ومن عام 1376 انتقلت الملكية مباشرة إلى دوقية سافوي، والتي نصبت كحاكمة لإدارتها حتى وقت هجرها في عام 1550. وسقط الحصن على الأطلال في القرون التي تلت ذلك.

## الحصن في الوقت الراهن
وفي الوقت الحالي، أصبحت أطلال الحصن ملكًا لمدينة سان دوني القريبة. الحصن مرئي على قمة التل المطل على مدينة Chambave., وأصبح الحصن مزأر سياحي للجولات المصحوبة بمرشدين فقط في شهري يوليو وأغسطس. بالإضافة إلى الحصن، فتتواجد بما يقدر 150 قلعة وأبراج ومنازل محصنة من العصور الوسطى في وادي أوستا.